# Univerzita Paříž III
Univerzita Paříž III, francouzsky plným názvem Université Paris III Sorbonne-Nouvelle je francouzská vysoká škola a jedna z univerzit, které vznikly rozdělením starobylé Pařížské univerzity v roce 1971. Hlavní sídla školy jsou v Paříži v 5. obvodu v Latinské čtvrti na Sorbonně a v ulici Rue Santeuil. Další budovu má rovněž ve městě Asnières-sur-Seine, celkem je univerzita rozšířena na 16 místech. Škola vznikla z bývalé filozofické fakulty a specializuje se na literární vědu, cizí jazyky, divadelní vědu a evropská studia (mezioborové studium historie, ekonomie, práva, a politických věd). K univerzitě patří mj. i Bibliothèque interuniversitaire des langues orientales (Meziuniverzitní knihovna pro východní jazyky) a několik jazykových ústavů. Na škole studovalo ve školním roce 2009/2010 celkem 16 970 studentů.

## Známí absolventi
- Cédric Klapisch, režisér
- Jean-Pierre Thiollet, spisovatel, esjista